# Toxorhynchites nairobiensis
Toxorhynchites nairobiensis är en tvåvingeart som först beskrevs av Someren 1946.  Toxorhynchites nairobiensis ingår i släktet Toxorhynchites och familjen stickmyggor.
Artens utbredningsområde är Kenya. Inga underarter finns listade i Catalogue of Life.